# Chevrolet Corvette C5-R
Chevrolet Corvette C5-R foi um carro de corrida construído pela Pratt & Miller[en] e a General Motors para a competição em corridas de endurance e baseado no famoso da GM esportivo Corvette C5. Tornou-se um dos carros mais dominantes nas categorias GT, com vitórias nas 24 Horas de Daytona, 12 Horas de Sebring e nas 24 Horas de Le Mans, bem como dos campeonatos American Le Mans Series. O Corvette C5-R foi lançado em 1999 e continua competindo nas pistas, embora o modelo tenha sido efetivamente descontinuado pela equipe de fábrica em troca do modelo Corvette C6.R a partir da temporada de 2005.